# Harald Almquist
Harald Almquist, född 1657 i Ölmstads församling, Jönköpings län, död 1 maj 1711 i Visingsö församling, Jönköpings län, var en svensk kyrkoherde i Visingsö församling och den förste teologie lektorn vid nya gymnasiet Braheskolan som grundades 1692.

## Biografi
Harald Almquist föddes 1657 på Söndra Långeberg i Ölmstads församling. Han var son till bonden Måns Carlsson och Ingeborg. Almquist tog sitt efternamn efter en alm på sin födelsegård. Han blev 1669 elev vi Visingsö gymnasium och 1679 student vid Kungliga Akademien i Åbo. Almquist disputerade 1684 (de haimatologia filii Dei, pdres. E. Svenonius) och 1688 (de generi spirationum, pres. P. Hahn). 1688 tog han magister och blev 1692 konrektor i Växjö. Den 19 maj 1692 fick Almquist kunglig fullmakt på teologiska lektionen och blev samtidigt kyrkoherde i Visingsö församling. Han tillträdde tjänsten 1693 och prästvigdes samma år den 26 juli. Han blev den förste teologie lektorn vid det nya gymnasiet Braheskolan som grundades 1692. År 1698 var Almquist prese vid prästmötet. Almquist avled 1 maj 1711 i Visingsö socken. Ett sorgekväde över honom på svensk alexandrinsk vers trycktes i Linköping. Gravstenen över familjen finns i Brahekyrkans vapenhus.
Almquist gifte sig 6 augusti 1693 med Anna Andersdotter Kylandra (död 1724). Hon var dotter till kyrkoherden Andreas Andori Kylander i Lommaryds församling. Kylandra hade tidigare varit gift med kyrkoherden Sveno Magni Oxelgreen, Visingsö församling. Almquist och Kylandra fick tillsammans barnen Maria (1694–1772), Anders (1695–1699), Sven Paulus (född 1699), Anna (född 1700), Daniel (1701–1760) och Helena (1706–1707).